# Vanyarc
Vanyarc es un pueblo ubicado en el condado de Nógrád, Hungría.

## Superficie
Posee una superficie de 32,23 kilómetros cuadrados.

## Demografía
Hasta 2021 la población era de 1196 habitantes, con una densidad de población de 37,10 habitantes por kilómetro cuadrado.